# 中国2010年上海世界博览会可口可乐馆

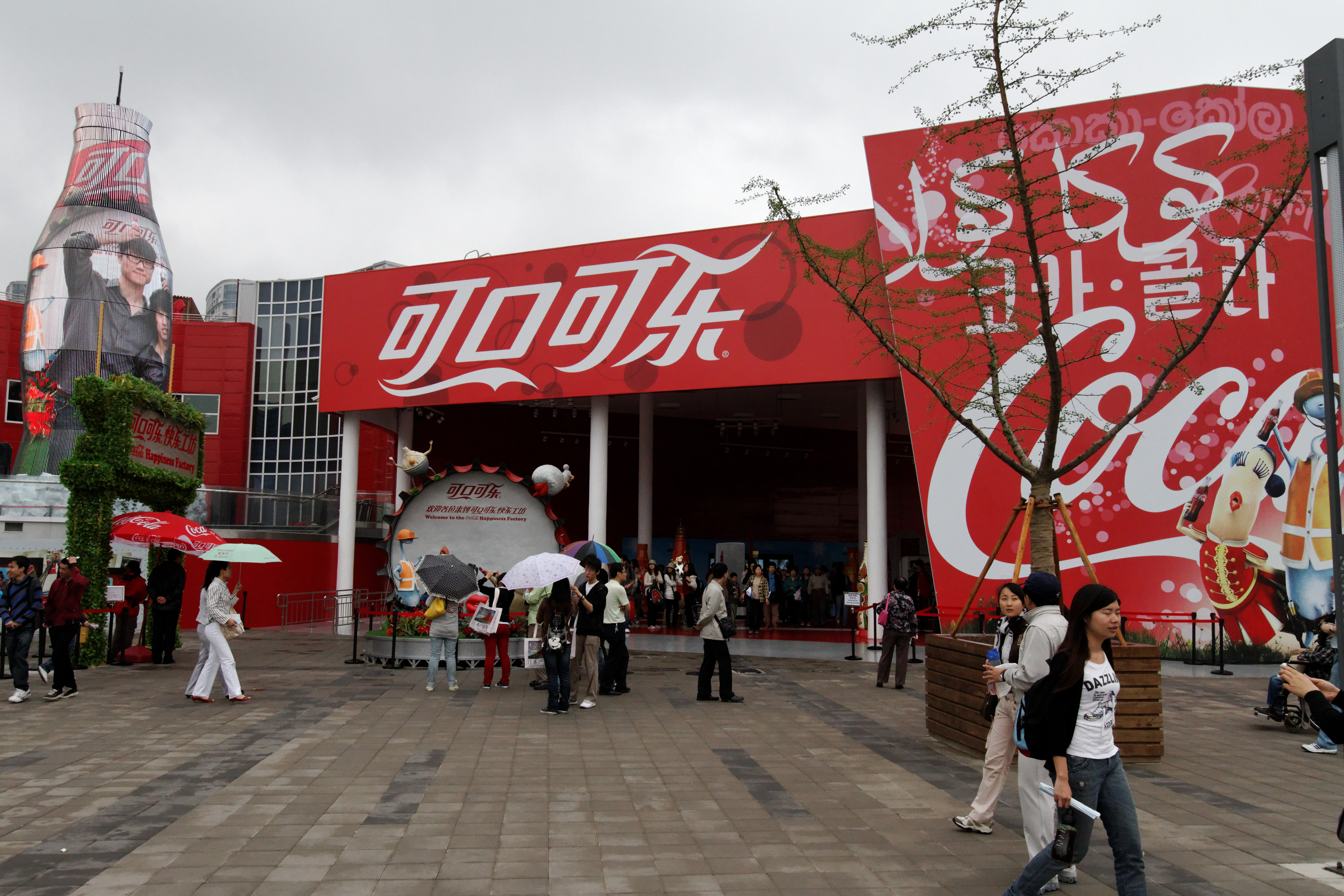
可口可乐馆

中国2010年上海世界博览会可口可乐馆，简称可口可乐馆（英文：Coca-Cola Pavilion at Expo 2010），是中国2010年上海世界博览会的一个企业馆，位于世博园区D片区，由可口可乐公司赞助。该展馆的主题为“欢聚世博，世界乐在其中”，其展馆的企业特别日为5月8日。该展馆用金属制成，分为五大部分：标志瓶户外展览、剧院、展示厅、贵宾休息室和公众体验区。